# 筆克遠東
筆克，或筆克集團（英语：Pico 或 Pico Group）是活动营销企業，始創於1969年，當時名為Pico Art Studio，創辦人為謝松林。於1970年代中，筆克正式於新加坡註冊為私人有限公司，承辦展位搭建工程。於1992年，筆克遠東集團有限公司在香港聯交所上市（港交所：0752），現時集團主席為謝松發。

## 附屬公司和相關公司[5]
- 筆克+ （页面存档备份，存于）
- TBA Creative Network （页面存档备份，存于）
- PLUS Communications （页面存档备份，存于）
- MP International (MPI) （页面存档备份，存于）
- Global Spectrum Asia
- 史密斯 （页面存档备份，存于）
- 帝標 （页面存档备份，存于）
- Epicentro
- 郴州市國際會展中心 （页面存档备份，存于）
- 斯里蘭卡國際會展中心 （页面存档备份，存于）
- 西安綠地筆克國際會展中心 （页面存档备份，存于）
- Fairtrans International （页面存档备份，存于）
- PIXELS （页面存档备份，存于）

## 得奖

### 2018年
《Marketing》雜誌「2018年新加坡區市場營銷活動大獎」
- 最佳營銷活動–贊助激活（金獎）
- 最佳營銷活動–場地運用（金獎）
- 最佳營銷活動–博客及意見領袖運用（金獎）

《Marketing》雜誌「2018年度營銷機構大獎」
- B2B營銷機構（銅獎）
- 活動營銷機構（銅獎）

### 2017年
- 2017年世博會官方參展者獎[7]
  - 新加坡館榮獲展覽主題展示銀獎 (400平方米以下展館類別)
  - 法國館榮獲展覽主題展示銅獎 (700平方米以上展館類別)
- 新加坡區《Marketing》雜誌“2017年年度營銷機構大獎”[8]
  - 活動營銷機構（金獎）
  - 本地英雄大贏家
- 《Marketing》雜誌「2017年新加坡區市場營銷活動大獎」
  - 最佳營銷活動 – 公共關係及游擊營銷技巧（金獎）[9]

### 2016年
- 《Marketing》雜誌「2016年市場營銷卓越獎」 （页面存档备份，存于）
  - 最佳活動營銷類別銀獎
- 《Marketing》雜誌「2016年新加坡區市場營銷活動大獎」 （页面存档备份，存于）
  - 2016年年度活動營銷機構
  - 最佳營銷活動－社會服務﹙金獎﹚
  - 最佳營銷活動－政府﹙金獎﹚
  - 最佳營銷活動－沉浸式體驗﹙金獎﹚
  - 最佳營銷活動－場地運用﹙金獎﹚
- 《Special Events》雜誌「2016年度頂尖項目策劃公司五十強」 （页面存档备份，存于）
  - 第一位 (以2016年度特別活動的預期收入計)
- 《Marketing》雜誌2016年「年度最佳項目營銷推廣機構大獎」 （页面存档备份，存于）
  - B2B營銷機構(銅獎)

### 2015年
- 《Marketing》雜誌2015年「年度最佳項目營銷推廣機構大獎」 （页面存档备份，存于）
  - B2B營銷機構(金獎)
- 《Marketing》雜誌2015年新加坡區「年度最佳項目營銷推廣機構大獎」 （页面存档备份，存于）
  - 年度活動營銷機構(金獎)
  - 本地英雄大贏家
- 《CEI Asia》 雜誌「2015年度CEI傑出商業項目調查」
  - 亞太區最佳項目策劃機構第一名
- 《Marketing》雜誌「2015年新加坡區市場營銷活動大獎」 （页面存档备份，存于）
  - 最佳活動環境(消費者為對象) (金獎)
  - 最佳社會服務活動(金獎)
  - 最佳活動製作(金獎)
  - 最佳展覽活動(金獎)
  - 最佳藝術活動(銅獎)
  - 最佳政府部門活動(銅獎)

- 《Special Events》雜誌「2015年度頂尖項目策劃公司五十強」
  - 第一位(以2015年度特別活動的預期收入計)

## 相關
- 香港展覽業
- 展覽會

## 外部連結
- 筆克遠東集團 （页面存档备份，存于）